# Siodłonie
Siodłonie (kaszb. Sodłonié lub też Sodlëno, niem. Zedlin) – wieś-wielodrożnica w Polsce położona w województwie pomorskim, w powiecie słupskim, w gminie Główczyce.
W latach 1975–1998 miejscowość administracyjnie należała do województwa słupskiego.

## Nazwa
Nazwa, wzmiankowana po raz pierwszy w formie Zedlin w 1479, ma genezę słowiańską i charakter kulturowy. Powstała przez dodanie do pomorskiej nazwy pospolitej *sedlo „osada, sioło” formantu -no. Friedrich Lorentz odnotował kaszubskie formy nazwy: Sodłońe, Sodləno. Niemiecka nazwa Zedlin jest adaptacją fonetyczną pierwotnej nazwy słowiańskiej. Współczesna polska nazwa Siodłonie w miejsce oczekiwanej *Siedlno jest adaptacją odnotowanej przez Lorentza formy kaszubskiej.
Rada Języka Kaszubskiego proponuje kaszubską formę nazwy Sodłonié.